# Nancy Uranga
Nancy Uranga Romagoza (Bahía Honda, 17 agosto 1954 – Bridgetown, 6 ottobre 1976) è stata una schermitrice cubana, perita nell'esplosione del DC-8 della compagnia cubana esploso subito dopo il decollo dall’aeroporto della piccola isola di Barbados, nel Mar dei Caraibi, insieme ai compagni della nazionale giovanile di scherma.

## Biografia
Ha partecipato ai Giochi della XXI Olimpiade di Montréal nel 1976.

## Palmarès
In carriera ha conseguito i seguenti risultati:
- Giochi Panamericani:

Città del Messico 1975: oro nel fioretto a squadre.